# Scymnus marginalis
Scymnus marginalis es una especie de escarabajo del género Scymnus,  familia Coccinellidae. Fue descrita científicamente por Rossi en 1794.
Se distribuye por el Mediterráneo y varios países de Europa. Mide 2-3 milímetros de longitud. Vive en biotopos secos.